# ملكة القلوب (فلم)
ملكة القلوب هو فيلم دراما دنماركي من إخراج مي الطوخي وبطولة ترين ديرهولم وغوستاف ليند، صدر الفيلم في الدنمارك في 28 مارس 2019.

## روابط خارجية
- مقالات تستعمل روابط فنية بلا صلة مع ويكي بيانات